# HD 187123 c
 HD 187123 c è un pianeta extrasolare situato a circa 150 anni luce di distanza nella costellazione del Cigno, in orbita attorno alla stella HD 187123. La scoperta di questo pianeta è stata pubblicata nel 2006. Il raggio dell'orbita è di 4,80 UA, 113 volte più distante dalla stella del primo compagno. Il completamento di un'orbita richiede 10 anni. 
Com'è tipico per i pianeti di lungo periodo, l'orbita è eccentrica, il che rende il pianeta del tipo Giove eccentrico. Al periastro, la distanza orbitale è 3,60 UA e all'apoastro la distanza è 6,00 UA. La massa del pianeta è quasi 2 volte quella di Giove, ma è probabilmente di dimensioni inferiori rispetto al pianeta interno.